# 카트완 전투

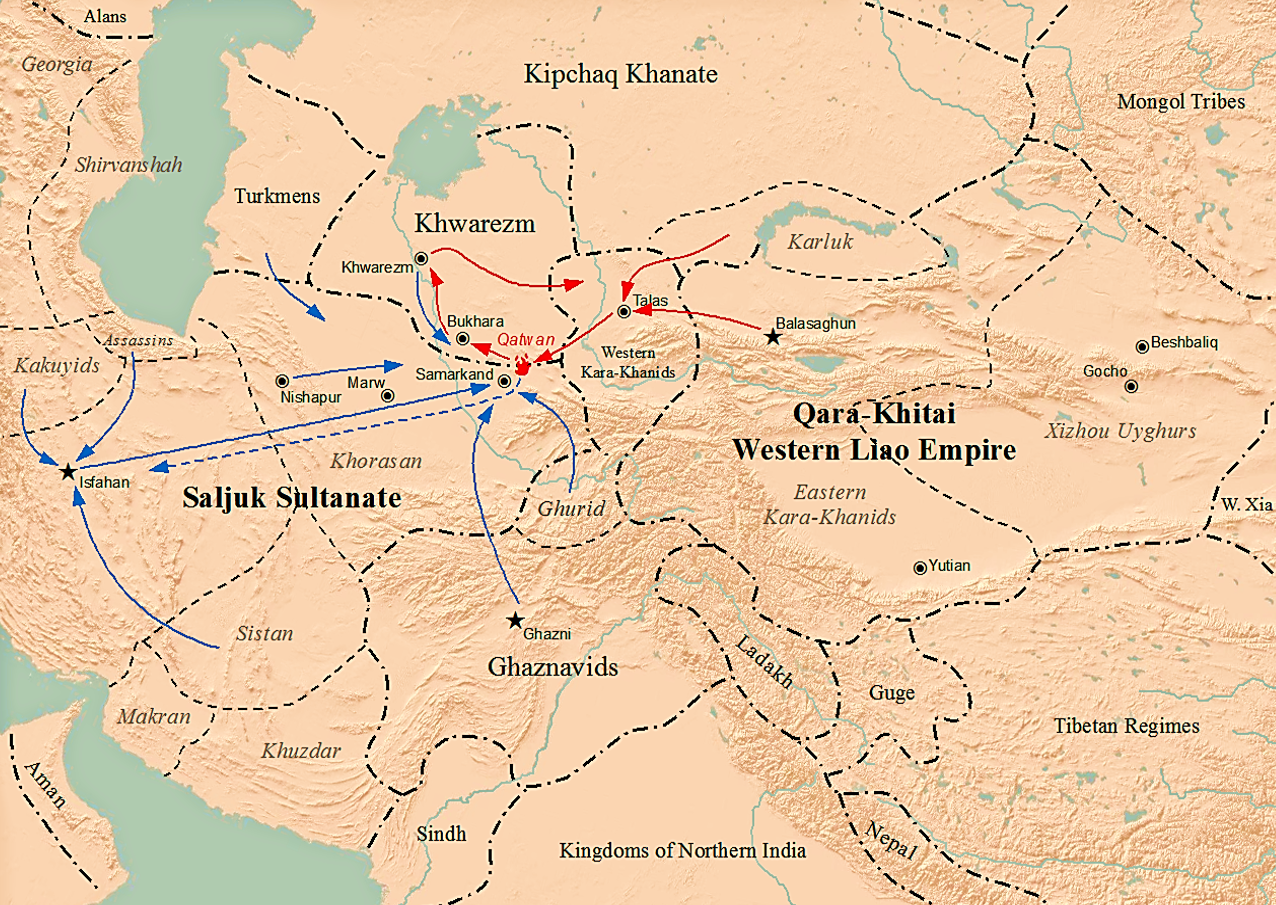
카트완 전투 구성

카트완 전투(Battle of Qatwan, 중국어: 卡特萬之戰)는 1141년 9월 서요 왕조의 카라 키타이와 셀주크 제국 및 그 속국인 카라한 칸국 사이에 벌어진 전투이다. 이 전투는 셀주크의 결정적인 패배로 끝났고, 이는 셀주크 대제국의 종말이 시작되었음을 알리는 신호였다.